# Hewlett Bay Park
Hewlett Bay Park – wieś w Stanach Zjednoczonych, w stanie Nowy Jork, w hrabstwie Nassau.